# Theope theutis
Theope theutis är en fjärilsart som beskrevs av Frederick DuCane Godman och Osbert Salvin 1886. Theope theutis ingår i släktet Theope och familjen Riodinidae. Inga underarter finns listade i Catalogue of Life.